# Brøndby IF (piłka nożna kobiet)
Brøndby IF – kobieca sekcja klubu piłkarskiego Brøndby IF z Brøndby w Danii. Na koncie sukcesów posiada dziewięć tytułów mistrza Danii oraz ośmiokrotne zdobycie pucharu swego kraju. W Lidze Mistrzów piłkarki Brøndby IF trzykrotnie dochodziły do półfinału tych rozgrywek (w sezonach 2003/04, 2006/07 oraz 2014/2015).